# Йылдыз, Рыфат
Рыфат Йылдыз (нем. Rıfat Yıldız; род. 1 апреля 1965, Йенигази, Карс) — турецкий и немецкий борец греко-римского стиля, двукратный чемпион и серебряный призёр чемпионатов мира, чемпион и четырёхкратный бронзовый призёр чемпионатов Европы, серебряный призёр Олимпийских игр.

## Биография
Родился в чеченском селе Йенигази в провинции Карс в Турции. С 1984 по 1986 год в составе турецкой команды участвовал в Гран-при Германии. С 1987 года выступает за сборную команду Германии.
Выступал за борцовский клуб «KSV Germania» из города Ален в федеральной земле Баден-Вюртемберг. Тренер — Лотар Руч. В финале летних Олимпийских игр 1992 года в Барселоне проиграл спортсмену из Южной Кореи Ан Хан Бону и стал серебряным призёром Игр.

## Семья
Фуат Йылдыз — сводный брат, член сборной Германии по греко-римской борьбе, бронзовый призёр молодёжного чемпионата мира 1985 года, участник летних Олимпийских игр 1992 года в Барселоне (4 место).